# وینونا (اوهایو)
وینونا (به انگلیسی: Winona) یک منطقهٔ مسکونی در ایالات متحده آمریکا است که در شهرستان کلمبیانا، اوهایو واقع شده‌است.